# Ruční zvonek

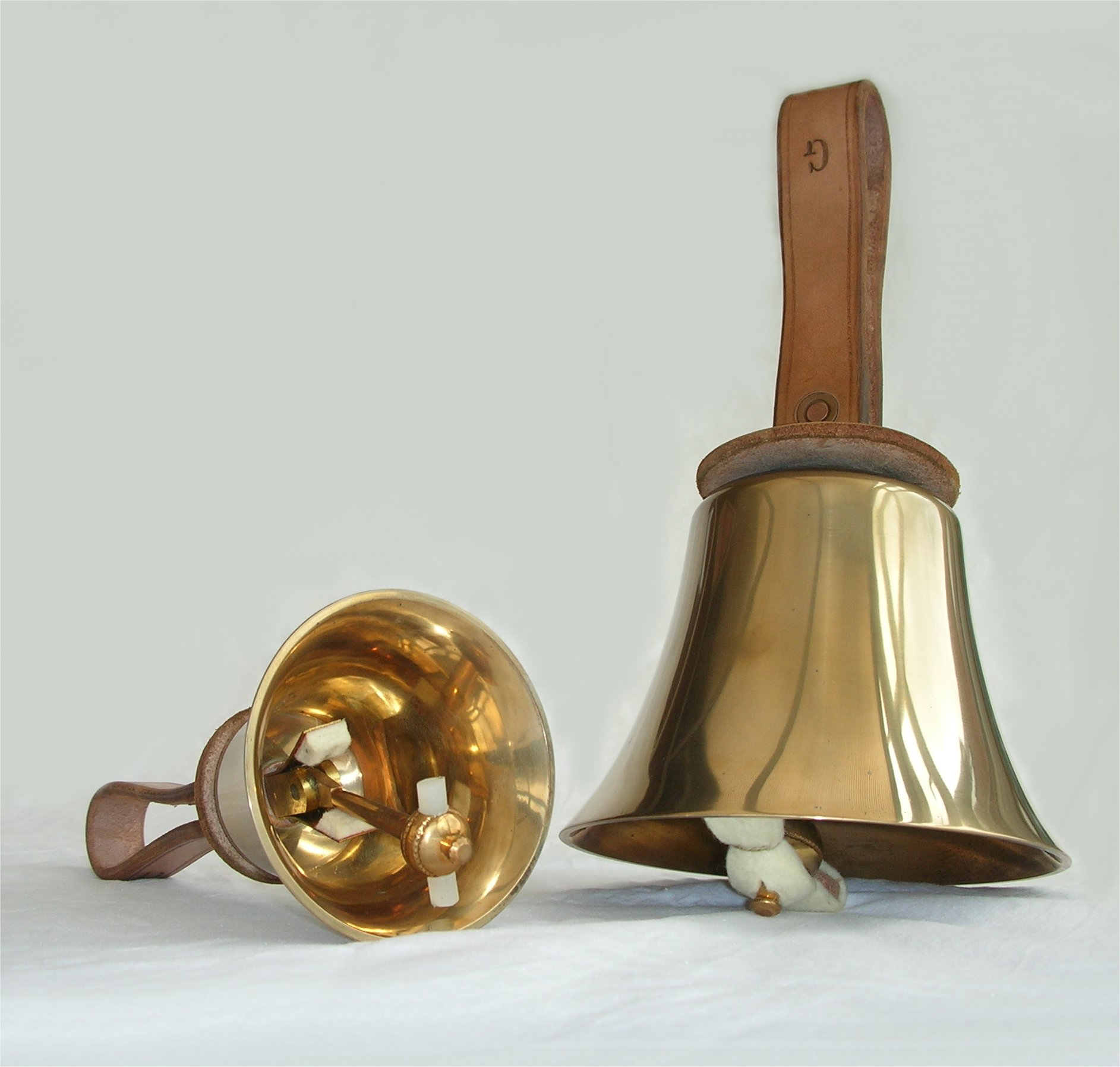
Ruční zvonky

Ruční zvonek je zvon uzpůsobený k rozeznívání rukou. Zvon se drží zpravidla za rukojeť, většinou vyrobenou z kůže nebo plastu. Pohybem zápěstí se uvede do pohybu srdce uvnitř zvonu, které rozezní zvon samotný. Spíše než ke zvukové signalizaci se ruční zvonky používají ve vzájemně sladěných sadách jako hudební nástroj.

## Zvonění
Sady laděných zvonků původně sloužily zvoníkům jako možnost zkoušet si zvonění mimo místo, kde byly nainstalovány zvony klasické: namísto hodin strávených ve větrných věžích si mohli složité melodie zkoušet a učit se doma, aniž by tím někoho rušili. Jimi používané sady měly stejný počet zvonků jako ve věžích – většinou 6 nebo 12, laděných v diatonické stupnici.
Hlavní rozdíly mezi zvoněním na ruční zvonky a klasické věžní zvony:
- každý věžní zvon vyžaduje speciálně svého zvoníka, oproti tomu zvoník na ruční zvonky dokáže hrát několika nástroji zároveň, většinou v každé ruce rozeznívá zvonek jeden
- zvonění na ruční zvonky je rychlejší
- prodleva mezi iniciací a samotným zazněním tónu je u věžního zvonu znatelně delší
- ruční zvonky jsou používány téměř výhradně k metodickému zvonění

Odlišná je také technika zvonění na tyto dva rozdílné druhy zvonů. Pro rozeznění klasického věžního zvonu zvoník zatáhne za zvonící lano, zvon se zhoupne, srdce, které visí stále svisle, udeří do věnce zvonu a zvon se zhoupne zpátky, čímž znova narazí do srdce. Oproti tomu ruční zvonek je překlápěn pohybem zápěstí z vertikální do horizontální polohy a zpět. V obou případech naráží srdce na protilehlé strany zvonu.

## Typy zvonků
V USA, kde jsou velmi populární tzv. Handbell Choirs, hudební tělesa, zabývající se hraním na ruční zvonky, jsou využívány především tzv. „anglické zvonky“, (což neznamená, že musí být nutně vyrobeny v Anglii, jedná se o druh). Některé soubory sice používají zvonky vyrobené přímo v Anglii, drtivá většina ale zvonky firmy Malmark Bellcraftsmen nebo Schulmerich Carillons, obě z Pensylvánie (USA).
Existují dvě hlavní specifika anglických zvonků, liší se tvarem srdce a alikvotními tóny. Srdce zvonků drží čep, který zajišťuje, že bude mít srdce jen jednu osu pohybu. To je dále také brzděno pružinou, takže po rozeznění zvonu odskočí a znějící tóny jím nejsou tlumeny. Alikvotními tóny anglických zvonků bývají buď dvanácté tóny nad základním laděním nástroje (oktáva a čistá kvinta/duodecima), nebo, na což klade důraz nizozemská firma Petit & Fritsen, desátý tón nad základním tónem v moll (oktáva a malá tercie/malá decima), popřípadě desátý tón v durové tónině (oktáva a velká tercie/velká decima). Při výrobě zvonků se tyto alikvotní tóny pečlivě hlídají, zvonky jedné sady by měly mít shodný harmonický profil pro dokonalý souzvuk. Každá firma má svůj unikátní postup pro potlačení nebo naopak zdůraznění těchto určitých alikvotních tónů k vytvoření typických vlastností své značky.
V Británii se odlišují „anglické zvonky“ od „amerických zvonků“. Tradiční „anglické“ mají kožené rukojeti, kdežto u „amerických zvonků“ se k dosažení stejného efektu využívají moderní materiály: guma a plast (např. výše zmíněné americké firmy). Nicméně v Americe jsou jako anglické zvonky označovány všechny.
Zvoník obvykle drží zvonek obrácený vzhůru opřený o hruď, houpavým pohybem ruky a zápěstí zvonek posune dopředu a mírně sklopí dolů tak, že se srdce převrátí a narazí do věnce zvonku. Zvuk se pak buď nechá doznít, dokud neutichne úplně, nebo může být utlumen přiložením ruky, opřením zpět o hruď, jindy také položením na měkkou podložku.
Nejmenší zvonky mohou vážit méně než 10 dekagramů, ty největší a nejhlouběji znějící pak i více než 10 kilogramů.

## Prezentace hry na zvonky
Zvonkový soubor bývá vybavený větší sadou zvonků s větším celkovým rozsahem, přičemž každá sada obsahuje zvonky všech tónů dané chromatické stupnice. To umožňuje hrát složité rozpoznatelné melodie, jako opak ke klasickému vyzvánění.
Začínající soubory mohou používat už sady o 25 zvoncích = dvou oktávách, ovšem většinou bývají používány sady obsáhlejší, ty největší mívají sedm a půl oktávy a více.
Zvonky se chromaticky řazeně pokládají na stolky pokryté měkkou látkovou podložkou, která chrání bronzový povrch zvonků před poškozením a stejně tak nenechá zvonky rozkutálet se.
Způsob souborové hry na ruční zvonek se od hry na běžné orchestrální hudební nástroje také velmi liší. Jeden jediný zvonek sám o sobě je schopen zahrát vždy právě jednu stejnou notu konkrétní výšky. Z toho vyplývá, že každý zvoník obsluhující zvonek (zvonky) určité výšky dostane na starost všechny odpovídající noty této výšky, které se ve hrané skladbě objevují, a zahraje je v příslušnou dobu.